# Ria (Vorname)
Ria ist ein weiblicher Vorname.

## Herkunft und Bedeutung
Ria ist eine Kurzform zum Vornamen Maria.

## Namensträgerinnen
- Ria Baran (1922–1986), deutsche Eiskunstläuferin
- Ria Bartok (1943–1970), französische Pop-Sängerin deutscher Herkunft
- Ria Bond (* 1976), neuseeländische Politikerin (NZ First)
- Ria Deeg (1907–2000), deutsche Widerstandskämpferin gegen den Nationalsozialismus
- Ria Endres (* 1946), deutsche Schriftstellerin
- Ria Ginster (1898–1985), deutsche Sängerin der Stimmlage Sopran und Gesangspädagogin
- Ria Jende (1896–1948), deutsche Stummfilmschauspielerin und Filmproduzentin
- Ria Klug (* 1955), deutsche Autorin
- Ria Neumann (* 1941), deutsche Autorin
- Ria Oomen-Ruijten (* 1950), niederländische Politikerin
- Ria Percival (* 1989), neuseeländische Fußballspielerin
- Ria Ritchie (* 1987), englische Singer-Songwriterin
- Ria Sabay (* 1985), deutsche Profi-Tennisspielerin
- Ria Schindler (* 1953), deutsche Schauspielerin
- Ria Schröder (* 1992), deutsche Politikerin
- Ria Stalman (* 1951), niederländische Sportjournalistin und frühere Leichtathletin
- Ria Thiele (1904–1996), deutsche Schauspielerin, Tänzerin und Choreographin